# Stade des Alpes
O Stade des Alpes é um estádio de futebol localizado em Grenoble, França. Tem uma capacidade de 20 068 torcedores e está localizado na extremidade do parque Paul-Mistral. Localizado perto do centro da cidade, tem a particularidade de não ter estacionamentos.
Abriga o Grenoble Foot 38 e FC Grenoble Rugby.
Foi uma das sedes da Copa Mundial Feminina de Futebol de 2019.